# Xã Grattan, Quận Itasca, Minnesota
Xã Grattan (tiếng Anh: Grattan Township) là một xã thuộc quận Itasca, tiểu bang Minnesota, Hoa Kỳ. Năm 2010, dân số của xã này là 44 người.